# Municipio de Woodward (condado de Clearfield)
El municipio de Woodward (en inglés: Woodward Township) es un municipio ubicado en el condado de Clearfield en el estado estadounidense de Pensilvania. En el año 2000 tenía una población de 3.550 habitantes y una densidad poblacional de 61.7 personas por km².

## Geografía
El municipio de Woodward se encuentra ubicado en las coordenadas 40°50′00″N 78°19′59″O / 40.83333, -78.33306.

## Demografía
Según la Oficina del Censo en 2000 los ingresos medios por hogar en la localidad eran de $30,513 y los ingresos medios por familia eran de $36,875. Los hombres tenían unos ingresos medios de $17,003 frente a los $16,700 para las mujeres. La renta per cápita de la localidad era de $13,062. Alrededor del 14,7% de la población estaba por debajo del umbral de pobreza.